# Pink Floyd: Live at Pompeii
Pink Floyd: Live at Pompeii — музыкальный фильм, Великобритания, 1972. Съёмки концерта группы Pink Floyd на древних руинах амфитеатра Помпей в Италии. В 2003 году вышло переиздание на DVD, содержащее режиссёрскую и оригинальную версии фильма. В него включены интервью музыкантов режиссёру, моменты записи альбома The Dark Side of the Moon в студии на Abbey Road. Непосредственно выступление было записано с 4 по 7 октября 1971 года.

## Исполненные песни

### Оригинальный фильм 1972 года
1. «Intro Song»
2. «Echoes, Part 1»
3. «Careful with That Axe, Eugene»
4. «A Saucerful of Secrets»
5. «One of These Days»
6. «Set the Controls for the Heart of the Sun»
7. «Mademoiselle Nobs» (previously known as «Seamus»)
8. «Echoes, Part 2»

### Театральная версия 1974 года, VHS и LaserDisc
1. «Intro Song»
2. «Echoes, Part I»
3. «On the Run» (studio footage)
4. «Careful with That Axe, Eugene»
5. «A Saucerful of Secrets»
6. «Us and Them» (studio footage)
7. «One of These Days»
8. «Set the Controls for the Heart of the Sun»
9. «Brain Damage» (studio footage)
10. «Mademoiselle Nobs»
11. «Echoes, Part II»

### Режиссёрская версия 2003 года
1. «Echoes, Part 1»/«On the Run» (studio footage)
2. «Careful with That Axe, Eugene»
3. «A Saucerful of Secrets»
4. «Us and Them» (studio footage)
5. «One of These Days I’m Going to Cut You into Little Pieces»
6. «Mademoiselle Nobs» (previously known as «Seamus»)
7. «Brain Damage» (studio footage)
8. «Set the Controls for the Heart of the Sun»
9. «Echoes, Part 2»